# Haplidia chloës
Haplidia chloës är en skalbaggsart som beskrevs av Keith och Lo Cascio 2005. Haplidia chloës ingår i släktet Haplidia och familjen Melolonthidae. Inga underarter finns listade i Catalogue of Life.